# Lamarckisme

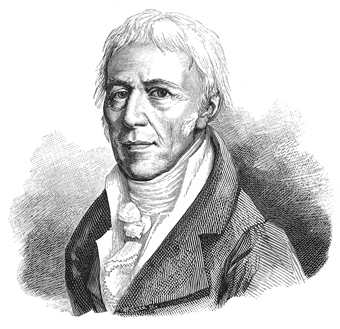
Jean-Baptiste de Lamarck

Lamarckisme is het eens in brede wetenschappelijke kring aanvaarde idee dat een individueel organisme karakteristieken, die het verworven heeft tijdens zijn leven, aan zijn nakomelingen kan doorgeven. Het staat ook bekend als erfelijkheid van verworven kenmerken of zachte evolutie. Het maakte deel uit van de theorie over biologische evolutie die door de Franse bioloog Jean-Baptiste de Lamarck werd voorgesteld in de 19e eeuw en is sinds Darwins publicatie over de theorie van natuurlijke selectie academisch in diskrediet gebracht.

## De theorie
De theorie stelde dat organismen kenmerken, die ze verwierven tijdens hun leven, konden doorgeven aan hun nageslacht. Hiervoor steunde Lamarck op twee waarnemingen die destijds algemeen als waar gezien werden:
1. Het al of niet gebruiken van bepaalde kenmerken zorgt ervoor dat ze verder ontwikkeld worden of juist verloren raken.
2. Kenmerken van voorouders worden doorgegeven aan het nageslacht.

## Voorbeelden
- Giraffen die hun nek moeten rekken om bij bladeren van hoge bomen (zoals Acacias) te raken, zouden vanzelf een sterkere en langere nek krijgen. Hun nageslacht zou een iets langere nek hebben.
- Een smid die hard werkt, krijgt sterkere armspieren. Zijn zonen zouden bij het opgroeien ook zulke sterke armspieren krijgen.

## Wetten

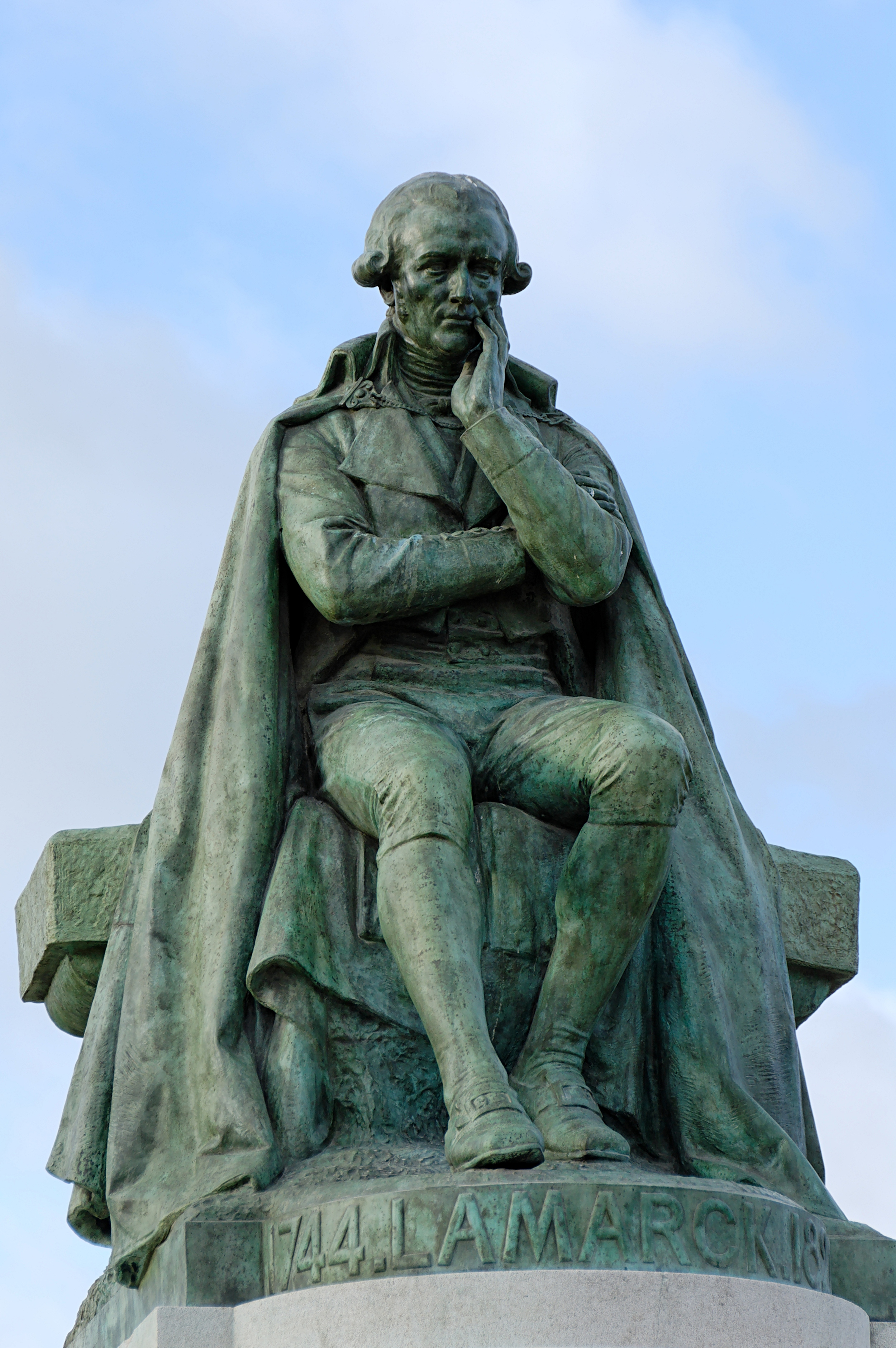
Standbeeld van Lamarck

Gebaseerd op het voorgaande, formuleerde Lamarck twee wetten:
1. Bij elk dier dat zijn ontwikkelingsgrens niet overschrijdt, leidt een frequenter en standvastig gebruik van een orgaan geleidelijk aan tot een sterker, beter ontwikkeld en vergroot orgaan. Het niet-gebruiken van een orgaan leidt tot een verzwakt en minder ontwikkeld orgaan, tot het uiteindelijk verdwijnt.
2. De kenmerken verworven door individuen onder invloed van het leefmilieu waar zijn ras gedurende lange tijd verbleef (dus door het al of niet gebruiken van organen), worden bij de voortplanting doorgegeven aan het nageslacht.

De hoofdgedachte is dus dat een verandering in het milieu een veranderde behoefte veroorzaakt, die een gedragsverandering en zo een veranderd orgaangebruik tot gevolg heeft. Dit zorgt dan weer voor een geleidelijke verandering van het orgaan en zo ook van het ras waartoe het individu behoort.
De eerste wet klopt meestal wel, maar de tweede wet klopt bijna nooit; verworven eigenschappen worden niét overgedragen aan het nageslacht. Recent onderzoek binnen de epigenetica toont echter aan dat bepaalde verworven eigenschappen wel tijdelijk enkele generaties kunnen overgedragen worden.
Verschillende wetenschapshistorici beweren dat Lamarck ten onrechte verbonden werd met deze theorie. Hij was wel de eerste die met het concept van biologische evolutie op de proppen kwam, eerder dan het mechanisme van die biologische evolutie. Lamarck stierf 30 jaar voor de publicatie van Charles Darwins Origin of Species. Wetenschapshistoricus Stephen Jay Gould merkte op dat het goed mogelijk zou geweest zijn dat Lamarck – als hij op de hoogte was geweest van Darwins theorie – deze als een betere theorie zou aanvaard hebben. Beide theorieën misten de onderbouw van een aanvaardbaar overervingsmechanisme. Het zou nog tot 1866 duren tot Gregor Mendel dit beschreef. Het duurde nog tot de vroege jaren 1900 tot het belang van Mendels theorie werd ingezien. 
Peter Medawar (1959), Conrad Waddington (1961) en Jean Molino (2000) merkten op dat de Lamarckiaanse overerving wél van toepassing is op culturele evolutie.